# Trận Thermopylae (191 TCN)
Trận Thermopylae đã diễn ra vào năm 191 Trước Công Nguyên, giữa Quân đội La Mã do quan Tổng tài Manius Acilius Glabrio và Quân đội Seleukos do vua Antiochos III Đại đế thân chinh thống lĩnh. Quân La Mã giành chiến thắng và thất bại này khiến cho vua Antiochos phải từ bỏ Hy Lạp. Theo nhà sử học Appian:
Vua Antiochos phát động cuộc hành binh đánh người Thessaly và đến Cynoscephalae, nơi quân Macedonia đã bị quân La Mã đánh bại, và tìm thấy thi hài các liệt sĩ chưa được chôn cất, vua bèn làm tang lễ hoành tráng. Vua còn tán tụng các chiến binh Macedonia và trách vua Philippos không quan tâm, không lo chôn cất những trung thần trận vong của mình.
Cho tới lúc này, Philippos vẫn đang ở trong tình trạng nao núng, và không rõ vua nên đứng về phe nào. Nhưng khi nghe được tin này, vua bèn liên minh với quân La Mã. Vua cho vời viên thống soái đóng ở gần đó nhất của Quân đội La Mã là Baebius tới chỗ hẹn và tuyên thệ trung thành với liên minh chống lại Antiochos. Vì lẽ đó, Baebius tôn vinh vua, và có hứng liền phái ngay Appius Claudius mang 2000 quân tinh nhuệ vựot qua xứ Macedonia và tiến vào Thessaly.
Khi Appius đến thung lũng thần tiên và từ nơi đó ông nhận thấy Antiochos đang vây hãm Larisa, ông đã đốt một đống lửa lớn để cho giấu đội quân ít ỏi của mình. Antiochos nghĩ rằng Baebius và Philippos đã kéo quân đến, vua trở nên hoảng sợ, phải bỏ cuộc vây hãm với lý do thời tiết xấu và rút quân đến Chalcis.
Ở đó, vua lại phải lòng một cô gái xinh đẹp, và mặc dù đã ngoài ngũ tuần, lại còn đang gánh vác một cuộc chiến tranh tàn khốc, vua công khai tổ chức lễ cưới với cô và cho phép ba quân trú đông tại đó (191 Trước Công Nguyên) mà sống lười nhác và sa hoa. Khi mùa xuân đến, vua bất ngờ xua quân tấn công bất ngờ vào Acarnania - tại đây vua nhận ra rằng các chiến binh lười biếng đến mức họ không thể hoàn thành nhiệm vụ. Vua bèn hối hận vì đã tổ chừc lễ cưới linh đình cùng với những lễ hội công cộng. Tuy nhiên, vua đã chiếm lĩnh được một phần của Acarnania và vây hãm phần còn lại của nó, các thành lũy, khi vua biết rằng quân La Mã đang vượt biển Adriatic. Sau đó vua đã lui binh về Chalcis.
Quân La Mã đã hành quân một cách vội vã từ Brundusium tới Apollonia với các lực lượng đã ở trong tình trạng sẵn sàng,gồm 2000 ngựa, 20.000 bộ binh và một vài con voi, dưới quyền của Manius Acilius Glabrio. Họ hành quân vượt qua Thessaly và giải vây cho các thành phố.Họ đuổi quân địch khỏi các thị trấn của Athamanes và bắt làm tù binh Philippos của Mealopolis,người vẫn chờ đợi để có được ngai vàng của Macedonia. Họ cũng bắt khoảng 3.000 lính của Antiochos.
Trong khi Manius đang tiến hành những điều này,thì Philippos đã thực hiện một cuộc đột kích bằng đường biển vào Athamania và đặt nó dưới sự thống trị của mình, vua Amynander chạy trốn đến Ambracia.
Khi Antiochos nhận được những tin này, vuatỏ ra lo sợ những cuộc tấn công ồ ạt và sự thay đổi bất ngờ của vận may, lúc này vua hiểu được những lời khuyên khôn ngoan của Hannibal. Vua sai hết viên sứ thần này đến viên sứ thần khác đến để thúc đẩy Polyxenidas tới Và sau khi tập hợp tất cả những gì mình có, một lực lượng gồm 10000 bộ binh và 500 kị binh,bên cạnh một số đồng minh."
Lối đi qua Thermopylae là dài và hẹp, hai bên thì một bên của một biển thô và khắc nghiệt và mặt kia là một đầm lầy sâu và không đi qua được. Nơi này cũng có một số suối nước nóng, mà do đó mang tên Thermopylae, "cửa nóng". 
Ở đó Antiochus xây dựng một bức tường đôi trong đó vua đặt các công cụ chiến tranh. Vua đã gửi quân Aetolian để chiếm hội đỉnh của dãy núi để ngăn chặn bất cứ ai từ đến bí mật bằng đường đồi gọi là Atropos, như Xerxes đã dùng đến để đánh bại quân Sparta dưới sự chỉ huy của vua Leonidas, những con đường núi vào thời điểm đó là không có bảo vệ. Một nghìn người Aetolians chiếm từng núi. Phần còn lại tự đóng trại gần thành phố Heraclea.
Khi Manius thấy sự chuẩn bị của đối phương, ông đã phát tín hiệu cho trận chiến ngày mai và ra lệnh cho hai quan bảo dân của mình, Marcus Cato và Valerius Lucius, lựa chọn một lực lượng vừa đủ theo ý mình và đi xung quanh vùng núi về đêm và đánh đuổi người Aetolia từ điểm cao theo cách tốt nhất mà họ có thể.